# USS Tillman (DD-135)
USS Tillman (DD–135) là một tàu khu trục thuộc lớp Wickes được Hải quân Hoa Kỳ chế tạo trong giai đoạn Chiến tranh Thế giới thứ nhất. Nó được chuyển cho Hải quân Hoàng Gia Anh Quốc theo Thỏa thuận đổi tàu khu trục lấy căn cứ vào năm 1940 và đổi tên thành HMS Wells (I95) và tiếp tục phục vụ trong Chiến tranh Thế giới thứ hai. Nó là chiếc tàu chiến đầu tiên của Hải quân Hoa Kỳ được đặt tên theo Nghị sĩ Benjamin Tillman (1847-1918).

## Thiết kế và chế tạo
Tillman được đặt lườn vào ngày 29 tháng 7 năm 1918 tại Xưởng hải quân Charleston. Nó được hạ thủy vào ngày 7 tháng 7 năm 1919, được đỡ đầu bởi cô Mary Y. Tillman, cháu Nghị sĩ Tillman; được xếp lại lớp với ký hiệu lườn DD–135 vào ngày 17 tháng 7 năm 1920, khi Hải quân Mỹ áp dụng cách đặt ký hiệu chữ số cho lườn tàu; và được đưa ra hoạt động vào ngày 10 tháng 4 năm 1921 dưới quyền chỉ huy của Hạm trưởng, Trung úy Hải quân Louis R. Vail.

## Lịch sử hoạt động

### USSTillman
Sau khi hoàn tất việc chạy thử máy, Tillman hoạt động ngoài khơi Charleston cùng với Đội khu trục 20, Hải đội khu trục 9 trực thuộc Hạm đội Đại Tây Dương cho đến mùa Hè năm 1921. Hoạt động với biên chế thủy thủ đoàn giảm thiểu trong mùa Đông tiếp theo, nó thực hành huấn luyện và cơ động cùng Đội 23, Hải đội 8 cho đến mùa Xuân năm 1922. Không lâu sau đó, Tillman được cho xuất biên chế vào ngày 3 tháng 7 năm 1922 và đưa về Hạm đội Dự bị tại Xưởng hải quân Philadelphia.
Sau gần tám năm bỏ không, Tillman được nhập biên chế trở lại tại Philadelphia vào ngày 1 tháng 5 năm 1930 dưới quyền chỉ huy của Hạm trưởng, Thiếu tá Hải quân Alfred Y. Lanphier. Quay trở lại Charleston, nó hoạt động cùng Đội khu trục 23 thuộc Hải đội khu trục 7, trực thuộc Hạm đội Tuần tiễu. Được chuyển sang Đội 48 vào ngày 1 tháng 1 năm 1931, Tillman thực hiện các chuyến đi huấn luyện cho nhân sự Hải quân Dự bị cho đến mùa Xuân năm 1933, khi nó được điều đến Boston để huấn luyện học viên Hải quân Dự bị thuộc Quân khu Hải quân 1.
Trong thành phần Hải đội Huấn luyện của Hạm đội Tuần tiễu, Tillman quay trở lại Xưởng hải quân Charleston vào ngày 1 tháng 1 năm 1934, luân phiên những lượt hoạt động huấn luyện với những lượt neo đậu trong thành phần dự bị luân phiên cho đến cuối những năm 1930. Được điều động về Đội khu trục 29 thuộc Hải đội khu trục 10, nó hoạt động ngoài khơi Charleston và Boston, huấn luyện quân nhân dự bị và học viên sĩ quan, tham gia các cuộc thực tập đổ bộ hạm đội tại vùng biển Caribe, cũng như viếng thăm các cảng dọc bờ Đông và vùng biển Caribe. Tillman lại được cho xuất biên chế vào ngày 15 tháng 6 năm 1939.
Hai tháng rưỡi sau, Đức Quốc xã tấn công Ba Lan mở màn Chiến tranh Thế giới thứ hai tại Châu Âu. Cho đến mùa Xuân năm 1940, tình hình ngày càng bất lợi cho phe Đồng Minh. Na Uy bị Đức chiếm đóng do sự phòng thủ kém cỏi của quân Anh-Na Uy; Pháp và các nước vùng trũng thất bại do chiến lược tấn công chớp nhoáng blitzkrieg của Đức. Ngoài ra tàu ngầm U boat Đức gây tổn thất nặng cho cả tàu hàng lẫn tàu hộ tống. Sau khi Pháp thua trận, Anh ở trong tình thế hầu như bị cô lập trong trận chiến chống lại Đức. Với số lượng tàu khu trục Anh bị tổn thất nặng tại Na Uy, Đại Tây Dương cũng như trong cuộc triệt thoái khỏi Dunkirk, Thủ tướng Anh Winston Churchill phải nài đến sự trợ giúp của Tổng thống Franklin Roosevelt. Đến ngày 23 tháng 7 năm 1940, hai nhà lãnh đạo tìm được một giải pháp giúp đỡ Anh mà vẫn không từ bỏ vị thế trung lập của Hoa Kỳ: Thỏa thuận đổi tàu khu trục lấy căn cứ sẽ trao 50 tàu khu trục thời Thế Chiến I cho Anh; đổi lại Hoa Kỳ được quyền thuê trong thời hạn 99 năm các căn cứ mang tính chiến lược tại vùng Tây bán cầu.
Nằm trong số tàu được chuyển giao, Tillman được nhập biên chế trở lại tại Philadelphia vào ngày 24 tháng 8 năm 1940. Khoảng ba tháng sau, nó đi dọc lên phía Bắc đến Halifax, Nova Scotia, đến nơi vào ngày 21 tháng 11 năm 1940 cùng với phần còn lại của Đội khu trục 20, nhóm tàu cuối cùng được chuyển cho Hải quân Hoàng gia Anh và Canada. Được xuất biên chế vào ngày 26 tháng 11 năm 1940, tên của Tillman được rút khỏi danh sách Đăng bạ Hải quân vào ngày 8 tháng 1 năm 1941.

### HMSWells
Nhập biên chế cùng Hải quân Anh như là chiếc HMS Wells (I 95) vào ngày 5 tháng 12 năm 1940, chiếc tàu khu trục bị hư hại vào ngày 9 tháng 12 do va chạm với chiếc tàu chị em HMS Newmarket (G 47) (nguyên là chiếc USS Robinson (DD-88) cũng được Hoa Kỳ chuyển giao cho Anh). Vì vậy, nó không thể lên đường đi sang Quần đảo Anh Quốc cho đến ngày 4 tháng 2 năm 1941. Khởi hành vào ngày hôm đó cùng với tàu chị em HMS Newark (G 08) (nguyên là chiếc USS Ringgold (DD-89)), Wells gặp phải một cơn cuồng phong lớn khiến nó bị gảy phần trên cột ăn-ten trước; Newark gặp trục trặc động cơ không lâu sau đó, buộc phải được kéo quay trở lại Halifax. Wells cuối cùng cũng đến được Anh và được phân về Đội khu trục 17, làm nhiệm vụ hộ tống cho Hải đội Rải mìn 1. Nó thực hiện một số chiến dịch rải mìn trong giai đoạn này tại khu vực ngoài khơi bờ biển Scotland. Giữa các chiến dịch này, nó hộ tống các đoàn tàu vận tải đi và đến từ Iceland. Vào ngày 10 tháng 6 năm 1941, đang khi hoạt động về phía Nam hòn đảo chiến lược này, Wells tấn công một tàu ngầm U boat nhưng không thành công. Hai ngày sau, nó lại phát hiện một tàu ngầm và tấn công, nhưng chấn động của vụ nổ mìn sâu dưới nước lại gây hư hại cho chính nó, buộc nó phải kết thúc việc săn đuổi.
Sau một đợt tái trang bị tại Kingston upon Hull vào mùa Thu năm 1941, Wells quay trở lại nhiệm vụ hộ tống vận tải. Nó được cải biến cho phù hợp với nhiệm vụ hộ tống tàu buôn bằng cách tháo dỡ ba trong số các khẩu pháo 4 in (100 mm)/50 caliber và một trong số các dàn ống phóng ngư lôi ba nòng để giảm bớt trọng lượng bên trên, lấy chỗ chứa thêm mìn sâu và trang bị một dàn hedgehog (súng cối chống tàu ngầm). Vào ngày 16 tháng 1 năm 1942, nó nhận tín hiệu SOS từ SS R. J. Cullen, một tàu buôn Hoa Kỳ bị mắc cạn ở phía Đông Nam đảo Barra về phía rìa Hebrides, phía Tây Scotland. Biển động mạnh khiến nó không thể thả xuồng cứu sinh, nhưng nó đã canh phòng cho đến khi các xuồng và tàu kéo xuất hiện để đưa thủy thủ đoàn lên bờ an toàn.
Đang khi hộ tống hai tàu vận tải vào cuối mùa Xuân năm đó, Wells cùng với HMS Brighton (I 08) (nguyên là chiếc USS Cowell (DD-167)) bị máy bay Đức ném bom về phía Tây quần đảo Faroe, nhưng thoát đực mà không bị thiệt hại. Trong tháng 11, nó hộ tống cho Đoàn tàu Vận tải KX-6 hỗ trợ cho Chiến dịch Torch, cuộc đổ bộ của Đồng Minh lên Bắc Phi, rồi quay trở về Anh vào tháng 12 cùng với Đoàn tàu MKF-3. Không lâu sau đó, nó tiếp tục nhiệm vụ hộ tống các đoàn tàu đi Iceland.
Sau khi phục vụ một lượt hoạt động hộ tống vận tải và hộ tống rải mìn khác, Wells được chuyển đến Rosyth vào tháng 8 năm 1943 và hoạt động cùng với Lực lượng Hộ tống Rosyth, bảo vệ các đoàn tàu vận tải ven biển đi lại giữa Firth of Forth và cửa sông Thames. Sau khi được tái trang bị tại Clyde vào cuối năm 1944, vào đầu năm 1945, nó trở thành tàu mục tiêu cho việc huấn luyện không quân của Bộ chỉ huy Tiếp cận phía Tây, một vai trò mà nó phục vụ cho đến khi xung đột kết thúc tại châu Âu, và nó được đưa về lực lượng dự bị tại Greenock vào giữa năm 1945. Được cho xuất biên chế vào tháng 7 năm 1945, Wells sau cùng bị tháo dỡ tại Troon, Scotland vào ngày 24 tháng 7 năm 1945.